# 伊藤哲夫 (建築学者)
伊藤 哲夫（いとう てつお、1942年(昭和17年) 9月19日- ）は、日本の建築家、建築学者、国士舘大学名誉教授。伊藤哲夫建築計画研究室主宰。

## 経歴
1942年、山口県岩国市で生まれた。早稲田大学理工学部建築学科で学び、1967年に卒業。同大学大学院理工学研究科建設工学専攻都市計画専修に進み、1969年に修士課程を修了。西ドイツ・カールスルーエ工科大学で学び、その後スイス、アトリエ5をはじめドイツの建築設計事務所勤務。
1977年、国士舘大学工学部建築デザイン工学科助教授に就いた。1986年に教授昇格。2006年からは同理工学部教授。2011年に国士舘大学を退任し、名誉教授となった。在任中、早稲田大学、関東学院大学等の建築学科講師、ウィーン国立美術工芸大学客員教授を勤めた。

## 著作

### 単著
- 『アドルフ・ロース』鹿島出版会(SD選書) 1980
- 『森と楕円：アルプス北方の空間』井上書院 1992
- 『場と空間構成：環境デザイン論ノート』大学教育出版 2004 [1]
- 『景観のなかの建築』井上書院 2005 [2]
- 『ローマ皇帝：ハドリアヌスとの建築的対話』井上書院 2011
- 『神聖ローマ皇帝：ルドルフ2世との対話』井上書院 2016

### 共著
- 『低層集合住宅』西本圭敦・長谷山純共著、井上書院(設計計画シリーズ) 1989
- 『ウィーン：多民族文化のフーガ』饗庭孝男・加藤雅彦・小宮正安・西原稔・檜山哲彦・平田達治共著、大修館書店 2010

### 訳書
- 『都市空間と建築』ウルリッヒ・コンラーツ（ドイツ語版）著、鹿島出版会(SD選書) 1975
- 『都市は「ふるさと」か』F.レンツ=ローマイス著、武基雄共訳、鹿島出版会(SD選書) 1978
- 『オットー・ワーグナー：ウィーン世紀末から近代へ』H.ゲレーツェッガー,M.パイントナー著、衛藤信一共訳、鹿島出版会(SD選書) 1984
- 『装飾と罪悪：建築・文化論集』アドルフ・ロース著、中央公論美術出版 1987
  - 改題文庫化 『装飾と犯罪：建築・文化論集』2005、新版 2011
  - 増補改訳 『装飾と犯罪：建築・文化論集』ちくま学芸文庫 2021[3]
- 『哲学者の語る建築：ハイデガー、オルテガ、ペゲラー、アドルノ』水田一征共編訳、中央公論美術出版 2008
- 『ドイツ近代著名人書簡集』編訳、東洋出版、2023 [4]
- 『人民による反乱の試み：ドイツの悲劇』ギュンター・グラス著、萌書房、2024 [5]

## 参考
- 国士舘大学名誉教授授与[リンク切れ]